# Vovna, Șostka
Vovna (în ucraineană Вовна) este localitatea de reședință a comunei Vovna din raionul Șostka, regiunea Sumî, Ucraina.

## Demografie
Componența lingvistică a localității Vovna
     Rusă (90,69%)
     Ucraineană (9,31%)
Conform recensământului din 2001, majoritatea populației localității Vovna era vorbitoare de rusă (90,69%), existând în minoritate și vorbitori de ucraineană (9,31%).